# Sacaca
Sacaca è un comune (municipio in spagnolo) della Bolivia nella provincia di Alonso de Ibáñes (dipartimento di Potosí) con 12.483 abitanti (dato 2010).

## Cantoni
Il comune è suddiviso in 3 cantoni.
- Colloma
- Sacaca
- Wila Circa